# Philip von Knorring
Philip Edward Eric von Knorring, född 3 maj 1948 i Helsingfors, död där 14 juli 2016, var en finländsk konstnär. 
Philip von Knorring var självlärd som konstnär. Hans originalitet uppmärksammades emellertid redan i början av 1970-talet då han bland annat deltog i The London Underground Film Festival (1970) och ställde ut med Skördemännen på Amos Andersons konstmuseum (1976) och i Moderna Museet (1977) i Stockholm där han skapade en interaktiv videoinstallation; en av de första som gjorts i Norden. Han fortsatte därefter som foto- och videokonstnär samt skapare av kortfilmer, som han prövat på i slutet av 1960-talet. Till de centrala elementen i hans konst hörde redan i ett tidigt skede naturen och landskapet, samt relationen mellan natur och teknologi. I början av 2000-talet byggde han upp rituella, poetiska och ibland interaktiva installationer genom att använda bland annat ny teknologi, fotografier och film. Med enkla medel skapade han visuella upplevelser fyllda av kontemplativ estetik och gåtfullhet.